# Moncé-en-Belin
Moncé-en-Belin là một xã trong tỉnh Sarthe trong vùng Pays-de-la-Loire ở tây bắc nước Pháp. Xã này nằm ở khu vực có độ cao từ 40-81 mét trên mực nước biển.